# Maesteg
Maesteg (wymowaⓘ) – miasto w Wielkiej Brytanii, w Walii w hrabstwie Bridgend, dawniej Mid Glamoran. Z populacją ok. 25 000 mieszkańców Znajduje się na 17. miejscu w kraju pod względem liczby ludności. 

## Historia
Położone na północnym skraju doliny Llyfni. Miasto rozwinęło się z małej osady w pobliżu Bridgend w XIX wieku jako mały ośrodek górnictwa węglowego i hutnictwa żelaza. W okolicy Maesteg działało sześć kopalń odkrywkowych, które zalano pod koniec XIX wieku.